# IPod mini
iPod mini foi uma linha de versões reduzidas dos tocadores de áudio iPod, da Apple Inc.. Teve seu anúncio dado em 6 de janeiro de 2004 e duas gerações lançadas até agora. O lançamento da primeira geração ocorreu em 20 de fevereiro de 2004 e a segunda geração em 23 de fevereiro de 2005. Foi projetado para operar em Mac OS, Windows e tem suporte terceirizado para Linux e outros Unix-like.
Criado para competir diretamente com players como o Zen Micro da Creative e o Rio Carbon da Digital Networks, o iPod mini possui as mesmas funcionalidades do iPod normal, mas não oferece suporte a alguns acessórios de outras empresas. Sua tela menor faz com que seja exibida uma linha de texto a menos do que modelos anteriores, limitando a identificação na tela a título da canção e artista. O iPod mini usa drives Hitachi Microdrive da Hitachi para armazenamento.
O projeto foi descontinuado oficialmente em 7 de setembro de 2005 e substituído pelo iPod nano.

## iPod mini de primeira geração
Em 6 de janeiro de 2004, a Apple Inc. introduziu o iPod mini. Ele tinha uma capacidade de armazenamento de 4 GB e um preço de US$ 249 (na época apenas US$ 50 abaixo do preço do iPod de terceira geração de 15 GB). A crítica alegou que o produto era muito caro, mas o iPod mini provou ser um produto de popularidade extraordinária e as Apple Store tinham dificuldade em manter o produto em estoque.
O iPod mini introduziu a popular roda clicável (click wheel) que mais tarde foi incorporada nos modelos da quarta geração do iPod normal. A nova roda apresentava a possibilidade dos usuários de apenas deslizarem seus dedos para a rolagem dos itens na tela e os botões Menu, Back, Forward e Play/Pause faziam parte da roda em si, permitindo que o usuário pressionasse um dos cantos da roda para executar a ação desejada. A roda continuou na próxima geração.
Inicialmente a Apple disponibilizou o iPod mini em cinco cores: prateado, dourado, azul, rosa e verde. Os modelos prateados foram os que mais venderam, seguidos dos azuis. Os dourados, devido ao baixo interesse, foram tirados do mercado na segunda geração.

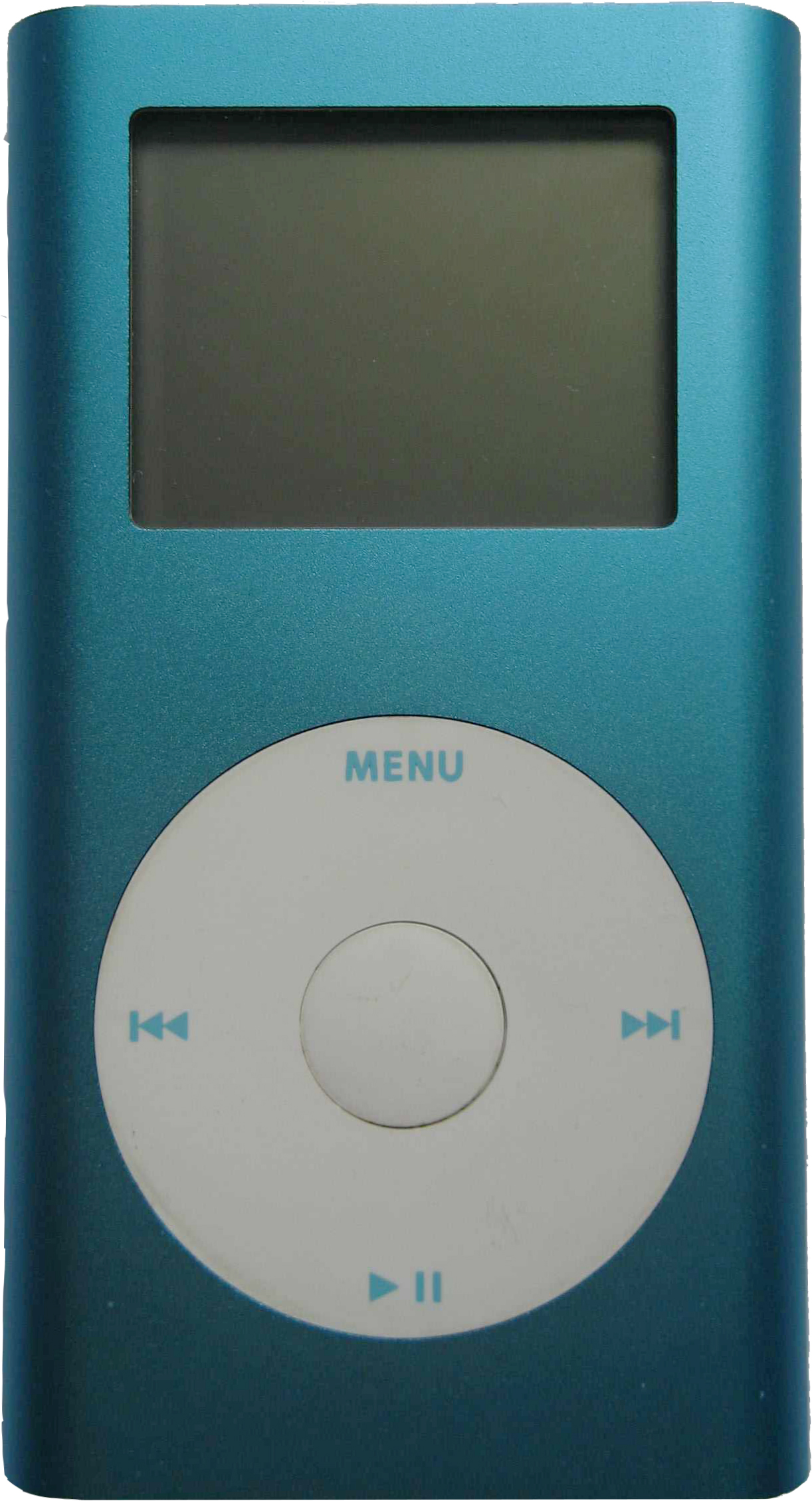
iPod mini azul de segunda geração

## iPod mini de segunda geração
Em fevereiro de 2005, o iPod mini de segunda geração veio ao mercado com um novo modelo de 6 GB com o preço de US$ 249 e um modelo atualizado de 4 GB ao preço de US$ 199. Mais notavelmente, ambos modelos apresentavam uma duração de bateria de até 18 horas. Além disso, também ganharam cores mais ricas (apesar da Apple ter cancelado o modelo dourado) e outras pequenas mudanças (a cor dos caracteres na roda clicável agora são da mesma cor do modelo do iPod mini). Além disso, os iPods mini de segunda geração não incluíam o adaptador elétrico ou o cabo FireWire, coisas que acompanhavam os modelos anteriores. A segunda geração foi a última da história do iPod mini e também a última da série de players reduzidos iPod a usar disco rígido para armazenamento, tecnologia substituída por memórias flash.

## iPod nano
Em 7 de setembro de 2005, a Apple anunciou a descontinuidade do projeto iPod mini em função do seu sucessor iPod nano. Baseado em memória flash ao invés de disco rígido, o iPod nano tem apenas 9,0 x 4,0 x 0,69 cm e 42 g, e é 62% menor em volume que o seu predecessor, disponivel nos modelos de 1 GB (introduzido em 7 de Fevereiro de 2006), 2 GB, e 4 GB. Possui uma tela de LCD capaz de exibir 65.536 cores, conseguindo mostrar fotografias, e liga-se ao computador via USB 2.0.